# Muegölen
Muegölen är en sjö i Ronneby kommun i Blekinge och ingår i Nättrabyån-Ronnebyåns kustområde. Sjön är 4,1 meter djup, har en yta på 0,005 kvadratkilometer och befinner sig 6 meter över havet.